# 9706 Bouma
9706 Bouma eller 3176 T-3 är en asteroid i huvudbältet som upptäcktes den 16 oktober 1977 av den nederländsk-amerikanske astronomen Tom Gehrels och det nederländska astronomparet Ingrid van Houten-Groeneveld och Cornelis Johannes van Houten vid Palomarobservatoriet. Den är uppkallad efter amatörastronomen Reinder J. Bouma.
Asteroiden har en diameter på ungefär 12 kilometer.